# Westerholt
Westerholt település Németországban, azon belül Alsó-Szászország tartományban. Lakosainak száma 2722 fő (2023. december 31.).

## Népesség
A település népességének változása:
| Lakosok száma | 2525 | 2523 | 2587 | 2651 | 2692 | 2722 |
|               | 2016 | 2017 | 2019 | 2021 | 2022 | 2023 |